# Spodnji Brnik
Spodnji Brnik este o localitate din comuna Cerklje na Gorenjskem, Slovenia, cu o populație de 378 de locuitori.